# محمد بن سرخ نیشابوری
ابوسعید محمد بن سُرخ نیشابوری (به عربی: محمد بن صرخ النیسابوری) (مرگ ۴۵۰ هجری) از دانشمندان و متفکران بزرگ اسماعیلی مذهب ایرانی  اهل نیشابور در سدهٔ پنجم قمری بوده‌است.